# Grallaire d’Anzoátegui
Espèce
Synonymes
- Grallaricula nana cumanensis Hartert, 1900[1]

Statut de conservation UICN

 VU B1ab(i,ii,iii,v) : Vulnérable
Le Grallaire d'Anzoátegui (Grallaricula cumanensis) est une espèce d'oiseaux de la famille des Grallariidae.

## Répartition
Cette espèce est endémique aux montagnes du Nord-Est du Venezuela. 

## Habitat
Elle vit dans la forêt tropicale humide de montagne entre 600 et 1 850 m d'altitude.

## Liste des sous-espèces
Selon la classification de référence du Congrès ornithologique international (version 11.1, 2021) :
- sous-espèce Grallaricula cumanensis cumanensis Hartert, E, 1900
- sous-espèce Grallaricula cumanensis pariae Phelps & Phelps Jr, 1949